# Äggrövarstump
Äggrövarstump (Carcinonemertes carcinophila) är en djurart som tillhör fylumet slemmaskar, och som först beskrevs av Rudolf Albert von Kölliker 1845. Enligt Catalogue of Life ingår Äggrövarstump i släktet Carcinonemertes och familjen Carcinonemertidae, men enligt Dyntaxa är tillhörigheten istället släktet Carcinonemertes, och ordningen Hoplonemertea. Arten är reproducerande i Sverige. Inga underarter finns listade i Catalogue of Life.